# نائویا تسوکاهارا
نائویا تسوکاهارا (به انگلیسی: Naoya Tsukahara) ژیمناست زادهٔ ۲۵ ژوئن ۱۹۷۷ میلادی اهل کشور ژاپن است.